# Synanthedon acerni
Synanthedon acerni là một loài bướm đêm thuộc họ Sesiidae. Nó được tìm thấy ở Tây Canada.

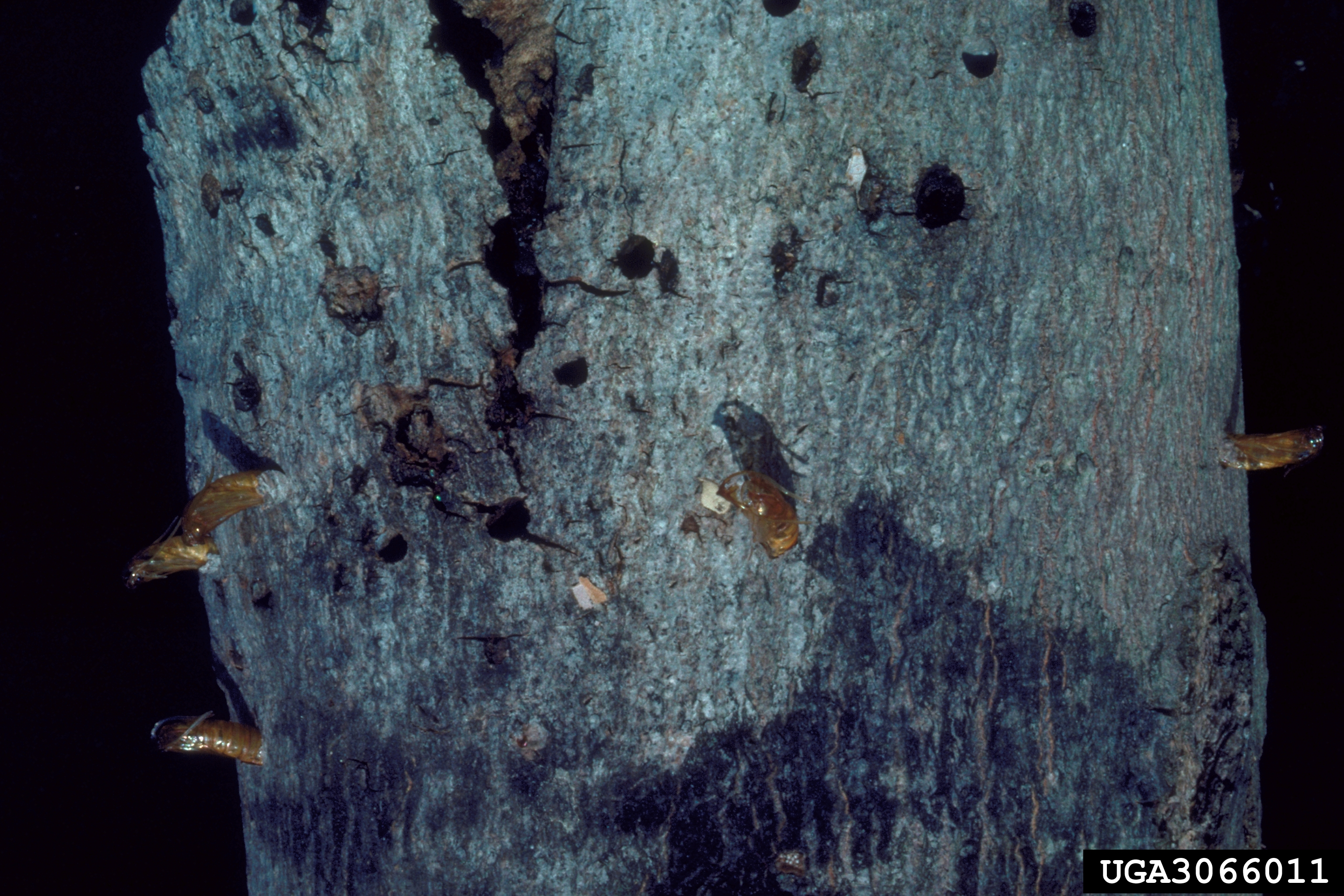
Pupal skins on the bark of a host tree

Sải cánh dài 18–25 mm. The moths are on wing từ tháng 6 đến tháng 7.
Ấu trùng ăn các loài Acer.

## Hình ảnh

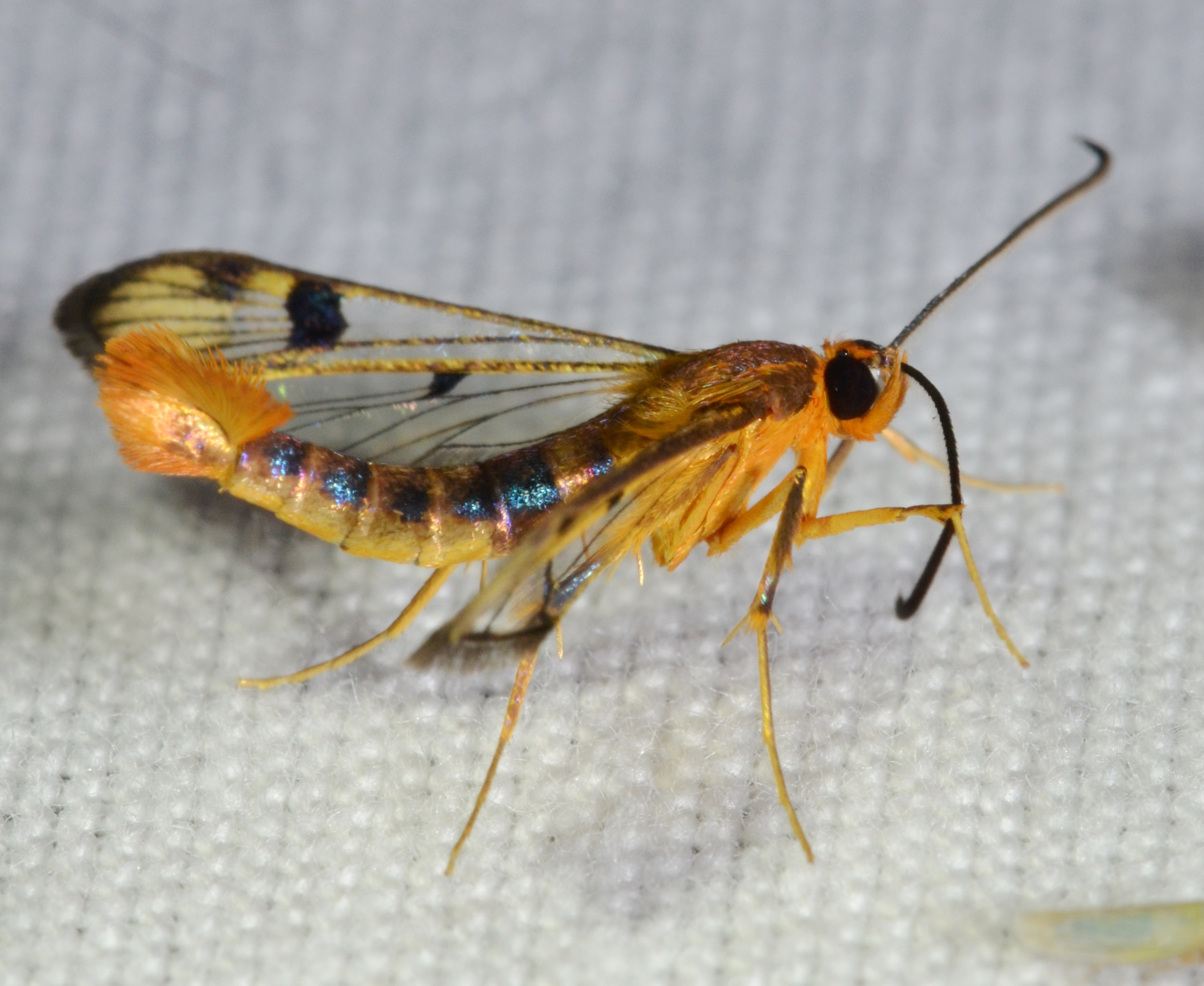
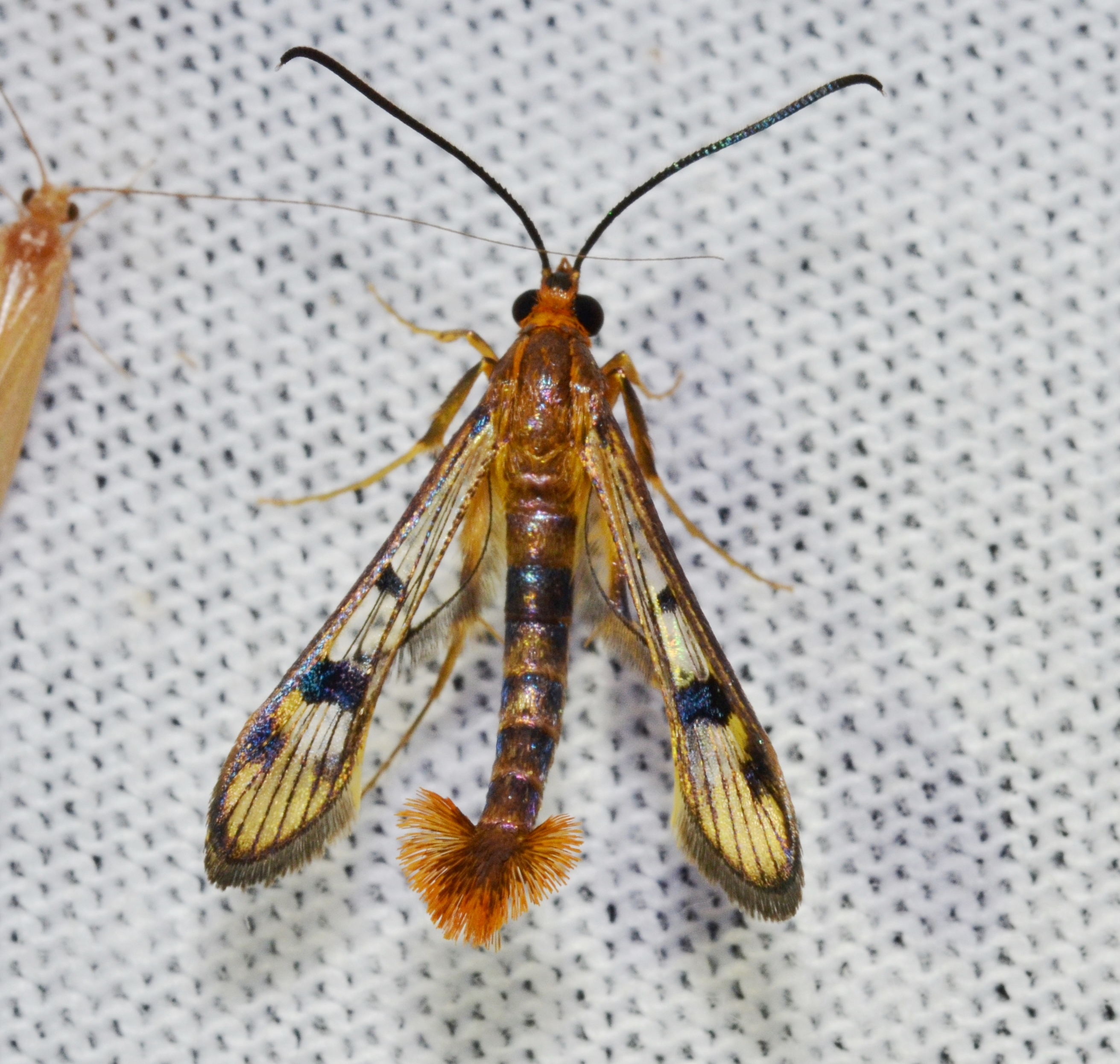
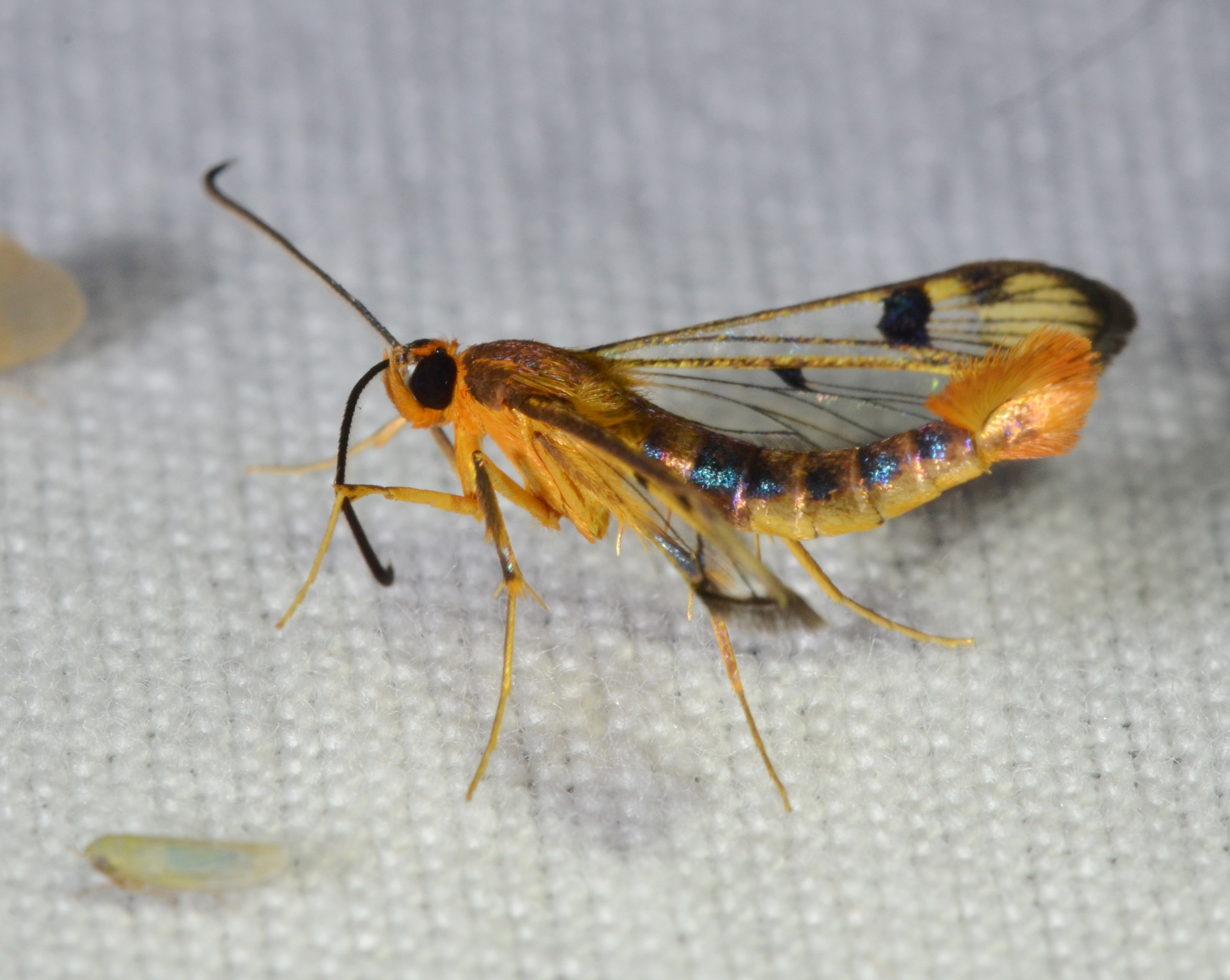
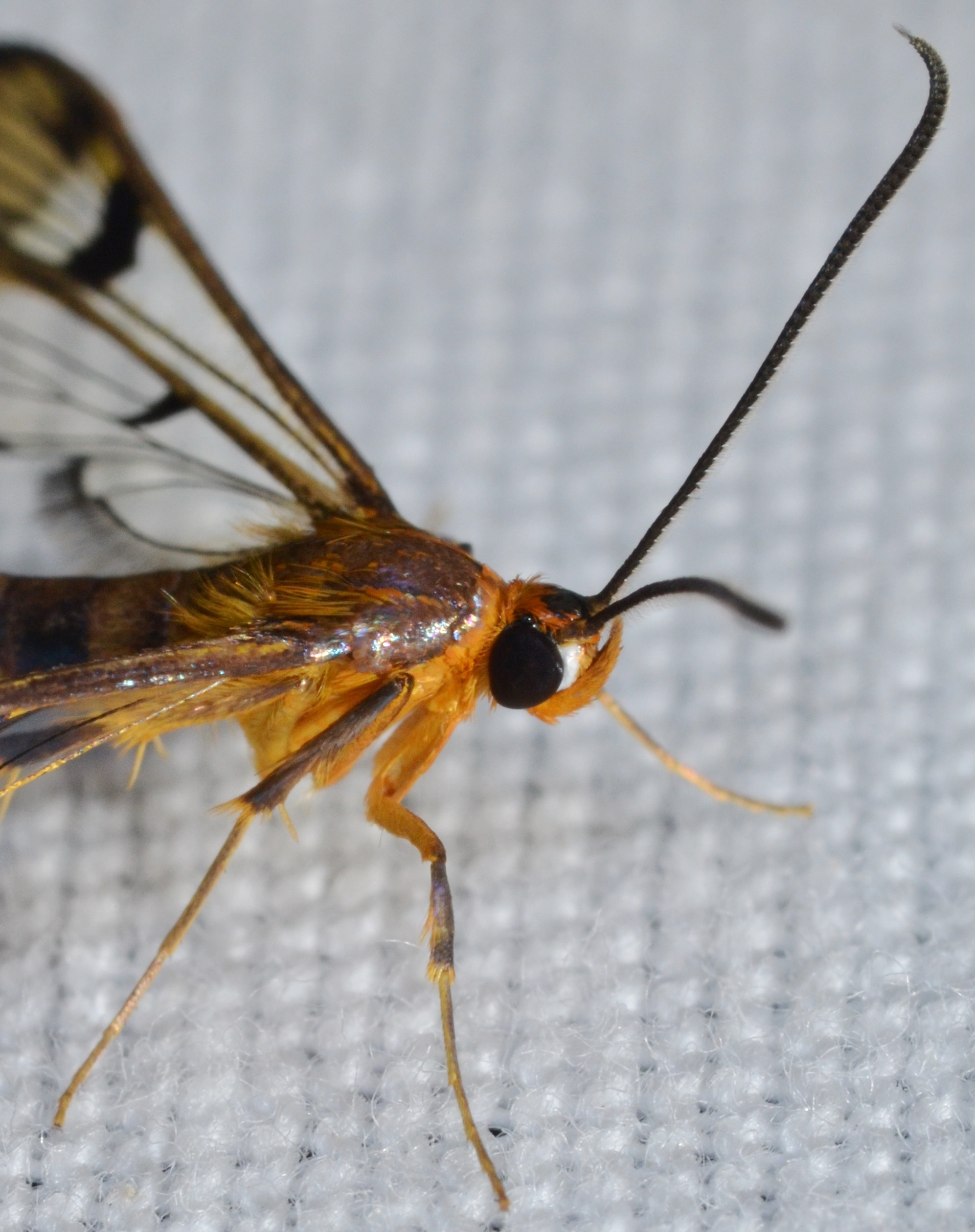